# 4074 Sharkov
4074 Sharkov este un asteroid din centura principală, descoperit pe 22 octombrie 1981 de Nikolai Cernîh.